# Moorgasse 17 (Lang-Göns)

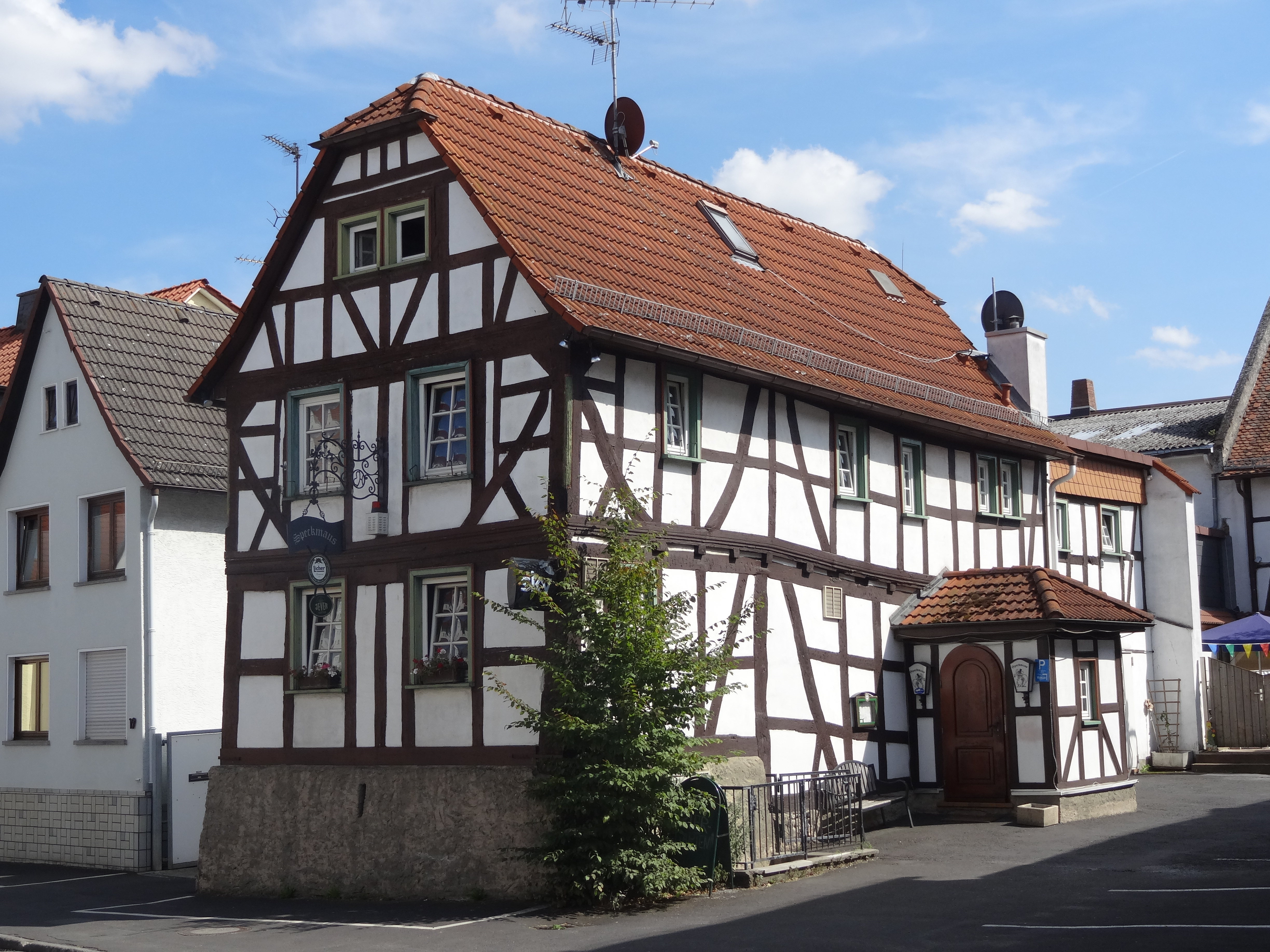
Moorgasse 17 in Lang-Göns

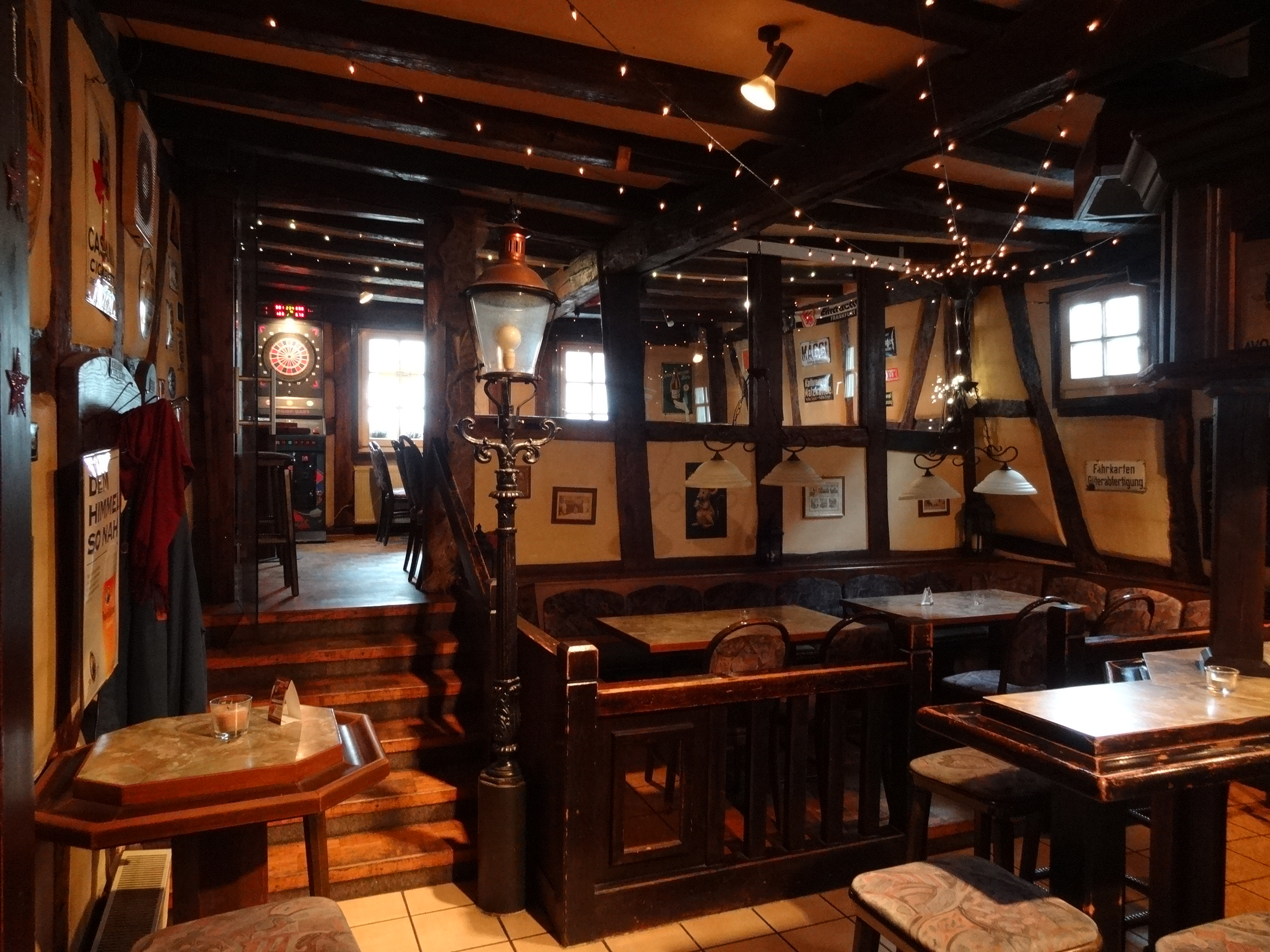
Sichtbares Gebälk im Inneren der Gaststätte

Das Fachwerkwohnhaus Moorgasse 17 liegt in Lang-Göns, einem Ortsteil der Gemeinde Langgöns im Landkreis Gießen (Hessen) an der Durchgangsstraße L3133. Es steht giebelständig zur Straße und versetzt zur Straßenflucht. Das Fachwerk stammt aus dem 18. Jahrhundert. Auf Grund des bemerkenswerten Fachwerkgefüges und der hervortretenden Stellung im Straßenbild ist das Gebäude ein künstlerisches und städtebauliches hessisches Kulturdenkmal. Im Erdgeschoss beherbergt das Gebäude seit 1984 eine Gaststätte.
Das Gebäude steht im Winkel zur Moorgasse und lässt auf dem dadurch entstehenden kleinen Vorplatz Raum für einen Parkplatz längs zur Giebelseite. Das zweigeschossige, auf drei Seiten frei stehende Fachwerkhaus ruht im vorderen Teil auf einem kräftigen Sockel, der Sockel am hinteren Gebäudeteil liegt wesentlich niedriger. Traufseitig hinter der Gebäudeecke zum Hof liegt im noch hohen Sockel ein Kellerzugang, der durch eine nach unten gehende Außentreppe erschlossen wird. Der über diesem Keller liegende, zur Moorgasse gerichtete vordere Teil der Gaststätte ist um sechs Treppenstufen erhöht. Der ebenerdige Zugang zur Gaststätte wird durch ein sekundäres Eingangshäuschen im offenen Innenhof erschlossen.
Das Dach schließt zur Moorgasse hin mit einem Teilwalm ab. Die Balken des Fachwerks sind in dunklem Braun gehalten, die Felder weiß. Die Eckständer im Obergeschoss zeigen geschnitzte Viertelsäulen mit Kanneluren. Sie werden im symmetrisch strukturierten Fachwerk der Giebelseite von weit ausladenden dreiviertelhohen Streben gehalten, die mit Kopfhölzern, Halsriegeln und gegenläufigen Fußstreben gehalten werden. Eine ebenso geformte Strebe an der Traufseite lässt so über Eck eine Mannfigur entstehen. Die zweizonige Giebelseite beherbergt im Giebel kleine Fenster. Die weißen Fensterrahmen sind von grünen Gewänden umgeben.
Der hintere Anbau sowie die Scheune sind neueren Datums und nicht einzeln denkmalgeschützt, gehören aber noch zur geschützten Gesamtanlage historischer Ortskern, die östlich des Fachwerkwohnhauses endet. Die Scheune wird seit 2006 als Saal für die Gaststätte genutzt. Vor der Scheune befindet sich ein Biergarten.
Die Gaststätte ist nach dem Ortsnecknamen für die Lang-Gönser Einwohner, die „Speckmäuse“ genannt wurden, „Speckmaus“ benannt.